# Цзюцюань (місто)
Цзюцюань (кит. спр. 酒泉市, піньїнь: Jiǔquán Shì) — місто-округ в китайській провінції Ганьсу.

## Географія
Цзюцюань займає практично увесь північний захід провінції: на заході лежать гори Бейшань, на півночі — Гашунська Гобі, на півдні — гірські пасма (з півночі на південь) Ємананьшань, Данхенаньшань, Тергун-Дабан, а за річкою Жошуй, що тече на сході префектури, простягається пустеля Алашань. Власне місто Цзюцюань знаходиться безпосередньо на схід від міської округи Цзяюйгуань.

### Клімат
Місто знаходиться у зоні, котра характеризується кліматом пустель помірного поясу. Найтепліший місяць — липень із середньою температурою 21.7 °C (71 °F). Найхолодніший місяць — січень, із середньою температурою -8.3 °С (17 °F).
| Клімат Цзюцюаня                           | Клімат Цзюцюаня | Клімат Цзюцюаня | Клімат Цзюцюаня | Клімат Цзюцюаня | Клімат Цзюцюаня | Клімат Цзюцюаня | Клімат Цзюцюаня | Клімат Цзюцюаня | Клімат Цзюцюаня | Клімат Цзюцюаня | Клімат Цзюцюаня | Клімат Цзюцюаня | Клімат Цзюцюаня |
| Показник                                  | Січ.            | Лют.            | Бер.            | Квіт.           | Трав.           | Черв.           | Лип.            | Серп.           | Вер.            | Жовт.           | Лист.           | Груд.           | Рік             |
| Середній максимум, °C                     | −1              | 2               | 9               | 17              | 23              | 27              | 29              | 28              | 22              | 15              | 6               | 0               | 14              |
| Середня температура, °C                   | −8              | −5              | 2               | 9               | 15              | 20              | 22              | 21              | 15              | 8               | 0               | −7              | 7               |
| Середній мінімум, °C                      | −14             | −11             | −4              | 2               | 8               | 12              | 15              | 14              | 8               | 1               | −6              | −12             | 1               |
| Норма опадів, мм                          | 0.9             | 1.3             | 3               | 4.5             | 13.5            | 22.4            | 35.2            | 29.9            | 13.6            | 3.3             | 1.5             | 0.8             | 129.9           |
| Днів з опадами                            | 2               | 2,6             | 2,4             | 2               | 2,9             | 5,6             | 7,8             | 6,1             | 3,7             | 1,5             | 2               | 2               | 40,6            |
| Вологість повітря, %                      | 51.3            | 45.1            | 37.9            | 33.5            | 38              | 46              | 51.4            | 48.7            | 48.6            | 46.5            | 49.4            | 54.1            | 45.9            |
| ----------------------------------------- | --------------- | --------------- | --------------- | --------------- | --------------- | --------------- | --------------- | --------------- | --------------- | --------------- | --------------- | --------------- | --------------- |
| Джерело: Weatherbase, Weatherbase (опади) |                 |                 |                 |                 |                 |                 |                 |                 |                 |                 |                 |                 |                 |

## Адміністративний поділ
Префектура поділяється на міський район, 2 міста і 4 повіти (два з них є автономними)
| Карта                                                               | Карта        | Карта                | Карта            |
| ------------------------------------------------------------------- | ------------ | -------------------- | ---------------- |
| Аксай-Казах Дуньхуан Гуачжоу Субей-Монгол Юймень Цзіньта ① ① Сучжоу |              |                      |                  |
| Статус                                                              | Назва        | Оригінал             | Населення (2020) |
| Міський район                                                       | Сучжоу       | 肃州区               | 455 611          |
| Місто                                                               | Дуньхуан     | 敦煌市               | 185 231          |
| Місто                                                               | Юймень       | 玉门市               | 137 736          |
| Повіт                                                               | Гуачжоу      | 瓜州县               | 129 299          |
| Повіт                                                               | Цзіньта      | 金塔县               | 121 766          |
| Автономний повіт                                                    | Аксай-Казах  | 阿克塞哈萨克族自治县 | 10 970           |
| Автономний повіт                                                    | Субей-Монгол | 肃北蒙古族自治县     | 15 093           |